# マーク・ゴールドブラット
マーク・ゴールドブラット（Mark Goldblatt）は、アメリカ合衆国の編集技師・映画監督。映画『ターミネーター2』で第64回アカデミー賞編集賞にノミネートされる。

## 主なフィルモグラフィ
- ピラニア Piranha (1978) - 編集
- Spirit of the Wind (1979) - 編集
- モンスター・パニック  Humanoids from the Deep (1980) - 編集
- ハウリング The Howling (1981) - 編集
- 燃えよNINJA Enter the Ninja (1981) - 編集
- ブギーマン Halloween II (1981) - 編集
- SFザ・ウェーブ/地球外生物からのSOS! Wavelength (1983) - 編集
- ターミネーター The Terminator (1984) - 編集
- 黄昏のブルックリン・ブリッジ Over the Brooklyn Bridge (1984) - 編集
- ジェノサイド・ストーム The Ambassador (1984) - 編集
- ランボー/怒りの脱出 Rambo: First Blood Part II (1985) - 編集
- コマンドー Commando (1985) - 編集
- ジャンピン・ジャック・フラッシュ Jumpin' Jack Flash (1986) - 編集
- ゾンビ・コップ Dead Heat (1988) - 監督
- パニッシャー The Punisher (1989) - 監督
- ミディアン Nightbreed (1990) - 編集
- プレデター2 Predator 2 (1990) - 編集
- ラスト・ボーイスカウト The Last Boy Scout (1991) - 編集
- ターミネーター2 Terminator 2: Judgment Day (1991) - 編集
- スーパーマリオ 魔界帝国の女神 Super Mario Bros. (1993) - 編集
- トゥルーライズ True Lies (1994) - 編集
- ショーガール Showgirls (1995) - 編集
- スターシップ・トゥルーパーズ Starship Troopers (1997) - 編集
- アルマゲドン Armageddon (1998) - 編集
- デトロイト・ロック・シティ Detroit Rock City (1999) - 編集
- インビジブル Hollow Man (2000) - 編集
- パール・ハーバー Pearl Harbor (2001) - 編集
- 9デイズ Bad Company (2002) - 編集[1]
- バッドボーイズ2バッド Bad Boys II (2003) - 編集
- エクソシスト ビギニング Exorcist: The Beginning (2004) - 編集
- トリプルX ネクスト・レベル xXx: State of the Union (2005) - 編集
- X-MEN:ファイナル ディシジョン X-Men: The Last Stand (2006) - 編集
- スパイアニマル・Gフォース G-Force (2009) - 編集
- ケース39 Case 39 (2009) - 編集
- ウルフマン The Wolfman (2010) - 編集、ノンクレジット
- 猿の惑星: 創世記 Rise of the Planet of the Apes (2011) - 編集
- パーシー・ジャクソンとオリンポスの神々/魔の海 Percy Jackson: Sea of Monsters (2013) - 編集